# Bulweria
Genre
Le genre Bulweria regroupe trois espèces d'oiseaux de mer appartenant à la famille des Procellariidae.

## Liste des espèces
D'après la classification de référence (version 14.1, 2024) de l'Union internationale des ornithologues, il y a 3 espèces du genre Bulweria (ordre phylogénique) :
- Bulweria bulwerii (Jardine & Selby, 1828) – Pétrel de Bulwer ;
- †Bulweria bifax Olson, 1975 – Pétrel d'Olson ;
- Bulweria fallax Jouanin, 1955 – Pétrel de Jouanin.